# Двигубский, Иван Алексеевич
Ива́н Алексе́евич Двигу́бский (24 февраля [7 марта] 1771, Короча, Белгородская губерния — 30 декабря 1839 [11 января 1840], Кашира) — российский естествоиспытатель, заслуженный профессор (с 1830), почётный член Московского университета (1833), ректор Московского университета (1826—1833). Чтением лекций и изданием своих трудов на русском языке он способствовал распространению естествознания и естественно-исторического образования в России. Разработал русскую ботаническую номенклатуру и ввёл ряд новых русских ботанических терминов.

## Биография

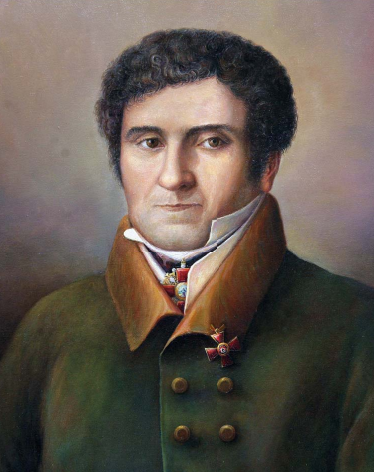
Портрет И. А. Двигубского в галерее ректоров Московского университета на Моховой

Родился 24 февраля (7 марта) 1771 года (по другим данным 1772 года в селе Короча, Корочанский уезд, Белгородская губерния, Российская империя в семье священника.
Среднее образование получил в Харьковском коллегиуме, по окончании которого был оставлен там учителем риторики.
В 1793 году поступил на медицинский факультет Московского университета, который окончил в 1796 году с золотой медалью за сочинение «De generatione». Был назначен смотрителем кабинета естественной истории. Адъюнкт Московского университета с 1798 года после защиты диссертации «De amphibiis Mosquiensibus» (Амфибии Московской губернии); начал читать лекции по естественной истории в университете, а в университетском пансионе преподавать естественную историю и физику.
В 1802 году защитил диссертацию «Primitiae Faunae Mosquiensis etc…» (Первенцы Московской фауны) на степень доктора медицины и был направлен в Западную Европу, где слушал лекции в Париже, Гёттингене и Вене у Блюменбаха и Фаркуа.
В 1804 году был избран экстраординарным профессором Московского университета; ординарный профессор — с 1808 года. С 1809 года 18 лет был бессменным секретарём Совета университета.
Преподавая физику в пансионе, Двигубский написал один из первых русских учебников по физике (1808), получивший широкую известность. После пожара 1812 года, в апреле 1813 года Двигубский возглавил кафедру физики и активно участвовал в восстановлении демонстрационного курса лекций и физического кабинета.
Был деканом отделения физических и математических наук с мая 1818 по сентябрь 1826 года; ректором Московского университета в 1826—1833 годах, заведующим кафедрой ботаники Московского университета (1827—1833). С 1830 года — заслуженный профессор Московского университета.
Председатель Общества любителей российской словесности с 1830 года; действительный статский советник с 1833 года.
Выйдя в отставку в декабре 1833 года, уехал из Москвы в Каширу, но не прекратил своих научных занятий: этот период своей жизни он посвятил главным образом составлению руководств по сельскому хозяйству.
Двигубский читал лекции на русском языке и призывал русских учёных писать научные сочинения на русском языке:

До тех пор пока русский язык не будет в должном уважении у самих русских, до тех пор трудно произвести что-нибудь хорошее. Когда пишут для русских, а учат их наукам не на русском языке, откуда можно почерпнуть знание отечественного языка и привязанность к нему? В целой Европе, может быть, одна Россия не гордится своим языком…
Прославил своё имя публикацией в 1828 году первой русскоязычной сводки о флоре Подмосковья — «Московская флора, или описание растений, дикорастущих в Московской губернии», включавшей 924 вида, а также краткого определителя дикорастущих растений окрестностей Москвы («Лёгкий способ распознавать дикорастущие на полях Московских растения»), выдержавшего два издания (1827 и 1838). Написал также один из первых русских учебников физики (1808, 3-е изд., ч. 1—2; 1824—1825).
Скончался в Кашире 30 декабря 1839 (11 января 1840) года.

## Труды и переводы
- Иосифа Якова Пленка, цесарского советника, хирургии доктора, химии и ботаники публичного ординарного профессора в Медико-хирургической Иозефинской академии, той же Академии бессменнаго секретаря, инспектора армейских аптек и главного армейского хирурга. О строении частей человеческого тела или Первыо черты анатомии / Перевёл с 4-го издания знатно приумноженного И[ван] Д[вигубский]. — Москва: Тип. Пономарева, 1796. — [2], VIII, 444, [14] с.
- Наставление сочинять рецепты, соч. Пихлера, перев. с лат. 1796;
- Повивальное искусство, соч. Пленка, перев. с лат., 1797;
- De amphibiis Mosquiensibus, 1798;
- Primitiae Faunae Mosquiensis, seu enumeratio animalium, quae sponte circa Mosquam vivunt, 1802;
- Prodromus Faunae Rossicae. Götting. 1804;
- Pars I. Mamoria. Accedit tabula aeuea (Указание млекопитающих в России, с изображением малоизвестного тогда за границей русского животного — Sorex caecutiens;
- Начальные основания ботаники, 1805;
- Слово о нынешнем состоянии земной поверхности. — Москва: В Университетской типографии, 1806.  — 32 с.
- Начальные основания технологии, или Краткое показание работ, на заводах и фабриках производимых / Изданы Иваном Двигубским, технологии профессором п. э. и обществ: С. Петербургского экономического, московских Медико-физического и Испытателей природы, Парижского академического наук, Геттингского физического и других членом; В пользу слушающих в Московском университете технологию. — Москва: В Университетской типографии, 1807—1808.[12];
- Физика (для благородных воспитанников университетского пансиона), 1808 (1-е изд.), 1814 (2-е изд.), 1824—1825 (3-е изд.)[13] (Ч. 1, Ч. 2);
- Таблицы животных, растений и минералов (для воспитанников университетского пансиона) 1808 (1-е изд.), 1815 (2-е изд.);
- Начальные основания естественной истории растений, 1811, 1823 (2-е расшир. изд.) — рассмотрены терминология, анатомия, физиология, патология, системы растений и история ботаники;
- Речь, в собрании членов Императорского Московского университета 1814 года февраля 18 дня, в память умершего профессора Страхова Архивная копия от 10 марта 2022 на Wayback Machine. — Москва: В Университетской типографии, 1814. — 17, [1] с.
- Физика Архивная копия от 10 марта 2022 на Wayback Machine. — Москва: В Университетской типографии, 1814. — [4], XX, [2], 364 с., XXIV л. табл.
- Краткое описание всех животных четвероногих и китов, которые водятся в пределах российского государства. — Москва: В Университетской типографии, 1816. — X, 114 с.
- Описание и изображение всех животных Российской империи, после 1817[14];
- Список физических инструментов Московского Университета, 1821;
- Изъяснение Таблицы, представляющей главное разделение животных Архивная копия от 11 марта 2022 на Wayback Machine. — Москва: [В Университетской типографии], [1825]. — 12 с.
- Московская флора, 1828 [Описание явнобрачных растений, расположенных по Линнеевской системе, изменённой по указаниям Ришара];
- Легкий способ распознавать дикорастущие на полях московских растения, 1827[15];
- Изображение растений, преимущественно российских, употребляемых в лекарства и таких, которые наружным видом с ними сходны и часто за них принимаются, но лекарственных сил не имеют, 3 части (9 тетрадей) 1821—1831 (Ч. 1, Ч. 2-1) — одна из первых (на русском языке) иллюстрированных сводок по лекарственным растениям, содержащая 200 цветных таблиц[3];
- Московская флора, или Описание растений дикорастущих в Московской губернии Архивная копия от 18 сентября 2020 на Wayback Machine / Изд. Иваном Двигубским. — Москва: Унив. тип., 1828. — 578 с.
- Опыт естественной истории всех животных Российской империи, 1830—1833[16];
- Начальные основания естественной истории.
- Лексикон городского и сельского хозяйства (12 частей), 1836—1839; (Т. 1, Т. 2, Т. 3, Т. 4, Т. 5, Т. 6, Т. 7, Т. 8, Т. 9, Т. 10, Т. 11, Т. 12).

## Переводы
- Краткая ботаника в теперешнем ее усовершенствовании / Соч. Джона Линдлея, проф. ботаники в Лондон. ун-те; Пер. [и предисл.] Ивана Двигубского. — Москва: Унив. тип., 1836. — VIII, 142 с.
- Главные правила садоводства / Соч. Джона Линдлея, проф. ботаники в Лондон. ун-те; Пер. [и предисл.] Ивана Двигубского. — Москва: А. С. Ширяев, 1839. — 125 с.

Кроме того Двигубский 10 лет издавал журнал «Новый магазин естественной истории, физики, химии и сведений экономических». В этом журнале, кроме статей самого И. А. Двигубского, были помещены многие оригинальные статьи профессоров Ловецкого, Максимовича, Галахова и других.

## Награды
Награждён орденами Св. Владимира IV степени (1811), Св. Анны II степени (1824), Св. Анны II степени с алмазными украшениями (1828), бриллиантовым перстнем (1831), бронзовой дворянской медалью 1812 г. (1816).

## Семья
Был женат на Вере Егоровне (Григорьевне) Темчанкиной (1789). Их дети:
- Николай (1812—1830)
- Надежда (1816—?)
- Софья (1821—?)
- Людмила (1822—?)
- Алексей (1824—1850)
- Любовь (1825—1845)